# The Blueprint 2: The Gift & The Curse
The Blueprint 2: The Gift & The Curse (en español: El Proyecto 2: El Regalo & La Maldición) es el séptimo álbum de estudio del rapero Jay Z, lanzado en noviembre del 2002. Partes de este disco fueron reintegradas al disco The Blueprint 2.1 disco recopilatorio de The Blueprint y The Blueprint 2:The Gift & The Curse.
Este álbum al igual que los cuatro anteriores debutó en el n.° 1 con más de 545 000 unidades vendidas en su primera semana de ventas, llegó a vender 2 millones de unidades en todo Estados Unidos. El álbum fue criticado por tener un estilo Pop, así como una gran cantidad de invitados.
Aunque el álbum no tiene un punto de vista estricto, tiene buen estilo musical, el primer disco The Gift tiene un acento más optimista, incluyendo los hits 03' Bonnie & Clyde & Excuse Me Miss. Mientras que el segundo disco The Curse tiene un acento más oscuro, en este disco insulta artistas como Nas, Ja Rule y a su antiguo mentor Jay-O en la llamada canción Meet The Parents.
Según Nielsen SoundScan, hasta agosto de 2012, The Blueprint 2: The Gift & The Curse había vendido 2 122 000 copias en Estados Unidos.

## Lista de canciones

### Disco 1: The Gift
| #  | Título                                            | Productor                 | Samples | Duración |
| -- | ------------------------------------------------- | ------------------------- | --- | -------- |
| 1  | A Dream                                           | Kanye West                | - Juicy por The Notorious B.I.G. - Stay por Jackblack | 4:12     |
| 2  | Hovi Baby                                         | Just Blaze                | - Diggin' On You (Live) por TLC | 4:21     |
| 3  | The Watcher II                                    | Dr. Dre                   | - The Watcher por Dr. Dre | 5:57     |
| 4  | 03' Bonnie & Clyde (Feat. Beyoncé)                | Kanye West                | - Me And My Girlfriend por Tupac Shakur - Is Was You Girlfriend por Prince | 3:25     |
| 5  | Excuse Me Miss                                    | The Neptunes              | - Take You Out por Luther Vandross - Big Popp por The Notorious B.I.G. | 4:41     |
| 6  | What They Gonna Do (Feat.Sean Paul)               | Timbaland                 | | 4:53     |
| 7  | All Around The World                              | No I.D.                   | - Interpolation of "Sadie" por B. Hawes - Brooklyn's Finest por Jay Z - Theme From The Black Hole por George Clinton - Children Get Together por Ed Hawkins - Same Song por Digital Underground | 3:52     |
| 8  | Poppin' Tags (Feat.Big Boi, Killer Mike & Twista) | Kanye West                | - After All por The Marvelettes | 6:00     |
| 9  | Fuck All Night                                    | The Neptunes              | - U Don't Have To Call por Usher | 4:19     |
| 10 | The Bounce (Feat. Kanye West                      | Timbaland                 | | 4:18     |
| 11 | I Did It My Way                                   | Jimmy Kendrix & Big Chuck | - My Way por Paul Anka | 4:19     |

### Disco 2: The Curse
| #  | Título                                                                                      | Productor                | Samples                                  | Duración |
| -- | ------------------------------------------------------------------------------------------- | ------------------------ | ---------------------------------------- | -------- |
| 1  | Diamond Is Forever                                                                          | Ron Feemster & Big Chuck |                                          | 3:55     |
| 2  | Guns & Roses (Feat. Lenny Kravitz)                                                          | Heavy D                  | *Arco Arena por Cake                     | 4:25     |
| 3  | U Don't Know (Remix) (Feat. M.O.P.)                                                         | Just Blaze               | *I Not to Blame por Bobby Byrd           | 4:27     |
| 4  | Met The Parents                                                                             | Just Blaze               |                                          | 4:25     |
| 5  | Some How Some Way(Feat. Beanie Sigel & Scarface)                                            | Just Blaze               | *Castles Of Sand por Jermanie Jackson    | 5:37     |
| 6  | Some People Hate                                                                            | Kanye West               | *A World Called Love por Brenda Russell  | 4:31     |
| 7  | Blueprint 2                                                                                 | Charlemagne              | *The Ecstasy of Gold por Ennio Morricone | 4:49     |
| 8  | Nigga Please (Feat. Young Chris)                                                            | The Neptune              |                                          | 4:38     |
| 9  | 2 Many Hoes                                                                                 | Timbaland                |                                          | 3:34     |
| 10 | As One (feat. Beanie Sigel, Memphis Bleek, Freeway, Young Gunz, Peedi Crakk, Sparks & Rell) | Just Blaze               | *Fantasy por Earth, Wind & Fire          | 3:48     |
| 11 | A Ballad for the Fallen Soldier                                                             | The Neptunes             |                                          | 4:42     |

### Bonus Track
| # | Título                     | Productor           | Samples                                                                               | Duración |
| - | -------------------------- | ------------------- | ------------------------------------------------------------------------------------- | -------- |
| 1 | Show You Wow               | The Neptunes        |                                                                                       | 2:58     |
| 2 | Bitches & Sisters          | Just Blaze          | - When Something Is Wrong With My Baby por Kim Weston - A Bitch Is a Bitch por N.W.A. | 2:38     |
| 3 | What They Gonna Do Part II | Darell Digga Branch |                                                                                       | 3:47     |